# Gemajda
Gemajda ili gmajna je oblik zajedničkog vlasništva. U engleskom jeziku rabi se izraz Commons (Open Spaces and Footpaths Preservation Society). 
U dijelu Hrvatske koji je pripadao Zemljama Krune sv. Stjepana ili Cislajtaniji prava kolektivna vlasništva nad zemljom okončana su 1913.
Sva kolektivno posjedovana zemljišta (gemajde, gmajne, pasišta, komuni, muše ili podržavljene šume) bila u vlasništvu države, općine ili grade.
Na tim površinama seljaci su imali primjerice pravo zajedničku ispašu ili skupljanje drva.

## Vanjske poveznice
- Arhivirana inačica izvorne stranice od 24. srpnja 2009. (Wayback Machine) Digital Library of the Commons (DLC), znanstvena biblioteka
- International Journal of the Commons